# جروان
جروان إحدى قرى مركز الباجور التابع لمحافظة المنوفية بجمهورية مصر العربية، ومن أشهر أبناء القرية كمال الجنزوري رئيس وزراء مصر السابق

## التاريخ
ذكرها علي مبارك في كتابه الخطط التوفيقية، حيث ذكر أنها من قرى مديرية المنوفية بقسم سبك الضحاك، وأن بها عدة مساجد وعدة أضرحة و 17 ساقية لري الأراضي، ويشتهر أهلها بتجارة المواشي وتعدادهم 3,000 نسمة، وجملة أراضيها 1,040 فدان.

## السكان
بلغ عدد سكان جروان 13,259 نسمة، حسب الإحصاء الرسمي لعام 2006.